# Горілий Михаль
Горі́лий Ми́халь (рос. Горелый Михаль) — селище у складі Кетовського району Курганської області, Росія. Входить до складу Старопросвітської сільської ради.
Населення — 15 осіб (2010, 19 у 2002).